# 篠田雄次郎
篠田 雄次郎（しのだ ゆうじろう、1928年4月18日] - 1992年3月25日）は日本の経済学者。上智大学教授を務めた。
日本人論の『日本人とドイツ人 猫背の文化と胸を張る文化』を発表している。

## 経歴
東京・中野生まれ。海軍兵学校卒業後、1951年上智大学卒業、1957年ケルン大学卒業。上智大学社会経済研究所教授（文化社会学）、社会経済研究所長・日本船舶振興会理事長を務めた。
1992年3月25日、中咽頭癌のため死去。

## 著書
- 『パートナー経営宣言』（ビジネス社、1974年）
- 『聖堂騎士団』（中央公論社、1976年）
- 『日本人とドイツ人 猫背の文化と胸を張る文化』（光文社、1977年）
- 『島国と日本人 名刺社会と畳の精神』（光文社、1979年）
- 『日本人よ祖国文化を失うな』（日本工業新聞社、1980年）
- 『誇りと日本人 正義の論理・卑怯の論理』（PHP研究所、1980年）
- 『文化の時代 文化を文明の道具と倒錯した日本人』（マネジメント社、1980年）
- 『プロフェッショナルの発想 日本vsドイツ』（PHP研究所、1981年）
- 『小集団経営 燃える集団をどう作るか』（マネジメント社、1981年）
- 『日本病症候群 民族回生へのカルテ』（グリーンアロー出版社、1982年）
- 『態度で話そう ボディー・ランゲージこそ人間を知る鍵』（マネジメント社、1983年）
- 『人脈学 「顔」のネットワークをつくる18章』（学陽書房、1984年）
- 『ボディー・ランゲージのすすめ 手は口ほどにものを言う』（マネジメント社、1986年）
- 『今こそ日本人は「文化」に戻ろう 「文明」指向はもはや世界に通用しない』（マネジメント社、1986年）
- 『耳の大きなリーダーが成功する 実践的「統率の人間学」』（サンケイ出版、1986年）
- 『人はいかにして自らにうち克つか 自性清浄法のすすめ』（マネジメント社、1986年）
- 『「新」ドイツ学のすすめ なぜ日本だけが孤立するのか』（徳間書店、1987年）
- 『ドイツの知恵が日本を救う』（講談社、1987年）
- 『1992・EC統合そのとき日本はどうなる 日米ソの興亡と世界経済の構図』（徳間書店、1989年）
- 『欧州共同の家 1992・EC統合 東西ヨーロッパの統合と新世界の誕生』（徳間書店、1989年）
- 『日・米を狙うヨーロッパ帝国の逆襲 ゴルバチョフ・ECの陰謀を暴く』（祥伝社、1990年）
- 『ゴルバチョフの最終戦略』（角川書店、1990年）
- 『5年後・世界地図の読み方 米ソ体制崩壊で紛争激化の時代へ』（祥伝社、1990年）
- 『人を動かすためのリーダー六つの条件』（日本放送出版協会、1991年）

### 訳書
- エリヒ・グーテンベルグ『日本の企業』（ダイヤモンド社、1961年）
- エリヒ・グーテンベルグ『ドイツの奇跡』（日本能率協会、1962年）
- クレーヘ教授研究委員会『コンツェルンの組織』（日本能率協会、1963年）
- H・リンデマン『A・T訓練法心の魔術』（ビジネス社、1974年）
- オタ・シク『新しい経済社会への提言 もう一つの可能性を求めた第三の道』（日本経営出版会、1976年）
- ガウクラー他『日本人はドイツ人を追越したか』（マネジメント社、1982年）
- ヴォルフガング・レッヒャー、ヨハン・ウェルシュ『日本の神話と現実 国際労働指導者から見た』（マネジメント社、1984年）